# Wiklöf Holding Arena
Wiklöf Holding Arena är en idrottsarena i centrala Mariehamn på Åland, Finland. Arenan är hemmaplan för IFK Mariehamn och Åland United.

## Historia
Arenan ligger i Idrottsparken och färdigställdes 1932. Invigningen hölls året därpå. År 1968 fick planen fullstora mått, främst tack vare Alf "Kiffa" Lindblad.
Säsongen 2005 installerades elljus. Efter säsongen byggdes arenan om, kapaciteten ökade till 1 600 sittplatser och arenan fick sitt nuvarande namn genom sponsring av affärsmannen Anders Wiklöf. Namnrättigheten gällde först i fem år.
Under hösten 2019 och våren 2020 byggdes planen ut för att uppfylla internationella krav. Samtidigt lades uppvärmt konstgräs. Planmåttet är 105 × 68 meter. Vid arenan finns också grusplan med elljus, ishockeyhall och tennisbanor. Den officiella invigningen av den ombyggda arenan hölls i samband med ligamatchen IFK Mariehamn–HJK Helsingfors den 27 augusti 2006.

## Verksamhet
IFK Mariehamns ungdomslag spelar på Ytternäs och Backebergs sportfält, medan grusplaner även finns vid Strandnäs och Ytternäs skola.
Vid Internationella öspelen 2009 var arenan värd för friidrott och flera fotbollsmatcher, bland annat både herr- och damfinalen.

## Publikrekord
Publikrekordet sattes den 23 oktober 2016, när IFK Mariehamn mötte Ilves i den avgörande matchen om finska mästerskapet. 4 535 åskådare såg IFK Mariehamn vinna med 2–1 efter mål av Bobbie Friberg och Diego Assis.
Tidigare rekord sattes 19 juni 2005, då 4 505 personer såg IFK Mariehamn spela mot AC Allianssi i Tipsligan. Den höga publiksiffran berodde delvis på invigningen av ungdomsturneringen Alandia Cup, där deltagande lag tågade in på arenan före matchen. Matchen slutade 0–0.
Hemmapremiären mot RoPS 28 april 2005 lockade 2 768 åskådare, och 29 maj samma år såg 3 671 personer matchen mot Tampere United.